# Lasia purpurata
Lasia purpurata is een vliegensoort uit de familie van de spinvliegen (Acroceridae). De wetenschappelijke naam van de soort is voor het eerst geldig gepubliceerd in 1933 door Joseph Charles Bequaert.